# Mine (Yamaguchi)
Mine (Japans: 美祢市, Mine-shi) is een stad in de prefectuur Yamaguchi, Japan. Begin 2014 telde de stad 26.948 inwoners.

## Geschiedenis
Op 31 maart 1954 werd Mine benoemd tot stad (shi). In 2008 werden de gemeenten Mito (美東町) en Shuho (秋芳町) toegevoegd aan de stad.
Steden:
Hagi · Hikari · Hofu · Iwakuni · Kudamatsu · Mine · Nagato · Sanyo-Onoda · Shimonoseki · Shunan · Ube · Yamaguchi (hoofdstad) · Yanai

Districten:
Abu · Kuga · Kumage · Oshima
Gemeenten per district